# Campionato serbo di calcio
Il campionato serbo di calcio (Фудбал у Србији) ha come massima divisione la Superliga serba (serbo: Superliga Srbije u fudbalu). La squadra più titolata della Superliga è la Stella Rossa, della capitale Belgrado, che dalla dissoluzione della Jugoslavia ha vinto la maggior parte dei titoli. Una citazione merita anche il Fudbalski klub Partizan, che nel derby di Belgrado contro i rivali della Stella Rossa dà vita al match più acceso del campionato jugoslavo e uno tra i più accesi d'Europa.

## Storia
Il calcio fu introdotto nell'attuale Serbia nella primavera del 1896, quando uno studente ebreo, Hugo Buli, di ritorno dai suoi studi a Berlino, portò a Belgrado un pallone da calcio. Lo mostrò ai suoi amici della locale società ginnastica Soko, e fondò la prima sezione calcistica dell'Europa sudorientale il 12 maggio.
La riunione inaugurale della Prima Società Serba di Calcio (Prvo srpsko društvo za igranje loptom) si svolse il 1º maggio 1899, presso il ristorante Trgovačka kafana, su iniziativa di Buli e con il sostegno di Andra Nikolić, all'epoca Ministro degli Affari Esteri del Regno di Serbia. Feti Bey, console ottomano a Belgrado, fu eletto presidente e l'avvocato Mihailo Živadinović vicepresidente. Nella primavera del 1899 fu costruito il primo campo di calcio nel quartiere belgradese di Topčider, mentre la prima partita fu giocata nel maggio dello stesso anno tra due squadre di membri della società calcistica.
La maggior parte dei primi club calcistici serbi erano società polisportive che includevano sezioni di calcio. Il primo club calcistico fu fondato a Szabadka nel 1898. Il Szabadkai Sport Egylet, all'interno del quale fu costituita una sezione calcistica su iniziativa del giocatore Zoltán Wagner. Sempre a Szabadka fu fondato un secondo club il 3 maggio 1901: lo Sports Athletic Club Bačka. Più di due anni dopo, il 14 settembre 1903, fu fondata a Kragujevac il Šumadija. I club di Szabadka erano più vecchi, ma all'epoca della loro fondazione, la città, oggi chiamata Subotica, faceva parte dell'Austria-Ungheria, mentre Kragujevac si trovava sul territorio dell'allora Regno di Serbia. Essendo ancora attivo, il Bačka è il club più antico dell'attuale Serbia. Subito dopo la fondazione del Šumadija, a Belgrado fu fondato il Soko, che divenne così il primo club calcistico della capitale. Da allora furono fondati diversi altri club, come lo Srpski mač nel 1906, il BSK nel 1911 e l'SK Velika Srbija (poi ribattezzato SK Jugoslavija) nel 1913.
Nella primavera del 1914 il Comitato Olimpico Serbo organizzò il primo trofeo mai disputato tra le migliori squadre di calcio del paese. La finale, tenutasi a Belgrado, fu vinta dal Velika Srbija. Con lo scoppio della prima guerra mondiale tutte le attività ricreative e sportive in Serbia furono interrotte.

## I campionati
Le squadre partecipanti al campionato serbo sono distribuite tra diverse divisioni: la Superliga serba, composta da 16 squadre, è la prima divisione. La prima classificata si garantisce il titolo di Campione di Serbia. Le ultime due squadre classificate, invece, retrocedono nella Prva Liga Srbija, formata da 18 squadre, che è il secondo livello nazionale. La terza divisione serba, detta Srpska liga, è formata da quattro gironi di 16 squadre ciascuno: Grupa Beograd (Gruppo Belgrado), Grupa Vojvodina (Gruppo Vojvodina), Grupa Istok (Gruppo Est), Grupa Zapad (Gruppo Ovest). Dalla quarta divisione in giù i campionati sono su base regionale e locale.
Durante la stagione nella massima serie ogni squadra affronta due volte tutte le altre squadre della sua divisione, una volta nel proprio stadio e una volta in campo avversario. Anche nelle altre divisioni il campionato si disputa con normali partite di andata e ritorno.
La vincitrice del campionato accede al secondo turno preliminare di Champions League, mentre la seconda e la terza classificata, più la vincitrice della Coppa nazionale si qualificano per i preliminari di Europa League.

## Attuale sistema
| Livelli | Divisioni                         | Divisioni                         | Divisioni                         | Divisioni                         | Divisioni                         | Divisioni                           | Divisioni                           | Divisioni                           | Divisioni                           | Divisioni                           | Divisioni                       | Divisioni                       | Divisioni                       | Divisioni                       | Divisioni                       | Divisioni                       | Divisioni                       | Divisioni                       | Divisioni                       | Divisioni                       |
| ------- | --------------------------------- | --------------------------------- | --------------------------------- | --------------------------------- | --------------------------------- | ----------------------------------- | ----------------------------------- | ----------------------------------- | ----------------------------------- | ----------------------------------- | ------------------------------- | ------------------------------- | ------------------------------- | ------------------------------- | ------------------------------- | ------------------------------- | ------------------------------- | ------------------------------- | ------------------------------- | ------------------------------- |
| 1       | Superliga serba 16 club           | Superliga serba 16 club           | Superliga serba 16 club           | Superliga serba 16 club           | Superliga serba 16 club           | Superliga serba 16 club             | Superliga serba 16 club             | Superliga serba 16 club             | Superliga serba 16 club             | Superliga serba 16 club             | Superliga serba 16 club         | Superliga serba 16 club         | Superliga serba 16 club         | Superliga serba 16 club         | Superliga serba 16 club         | Superliga serba 16 club         | Superliga serba 16 club         | Superliga serba 16 club         | Superliga serba 16 club         | Superliga serba 16 club         |
| 2       | Prva Liga Srbija 18 club          | Prva Liga Srbija 18 club          | Prva Liga Srbija 18 club          | Prva Liga Srbija 18 club          | Prva Liga Srbija 18 club          | Prva Liga Srbija 18 club            | Prva Liga Srbija 18 club            | Prva Liga Srbija 18 club            | Prva Liga Srbija 18 club            | Prva Liga Srbija 18 club            | Prva Liga Srbija 18 club        | Prva Liga Srbija 18 club        | Prva Liga Srbija 18 club        | Prva Liga Srbija 18 club        | Prva Liga Srbija 18 club        | Prva Liga Srbija 18 club        | Prva Liga Srbija 18 club        | Prva Liga Srbija 18 club        | Prva Liga Srbija 18 club        | Prva Liga Srbija 18 club        |
| 3       | Srpska liga Grupa Beograd 16 club | Srpska liga Grupa Beograd 16 club | Srpska liga Grupa Beograd 16 club | Srpska liga Grupa Beograd 16 club | Srpska liga Grupa Beograd 16 club | Srpska liga Grupa Vojvodina 16 club | Srpska liga Grupa Vojvodina 16 club | Srpska liga Grupa Vojvodina 16 club | Srpska liga Grupa Vojvodina 16 club | Srpska liga Grupa Vojvodina 16 club | Srpska liga Grupa Istok 16 club | Srpska liga Grupa Istok 16 club | Srpska liga Grupa Istok 16 club | Srpska liga Grupa Istok 16 club | Srpska liga Grupa Istok 16 club | Srpska liga Grupa Zapad 16 club | Srpska liga Grupa Zapad 16 club | Srpska liga Grupa Zapad 16 club | Srpska liga Grupa Zapad 16 club | Srpska liga Grupa Zapad 16 club |
| 4       | Lega locali, 8 gironi             | Lega locali, 8 gironi             | Lega locali, 8 gironi             | Lega locali, 8 gironi             | Lega locali, 8 gironi             | Lega locali, 8 gironi               | Lega locali, 8 gironi               | Lega locali, 8 gironi               | Lega locali, 8 gironi               | Lega locali, 8 gironi               | Lega locali, 8 gironi           | Lega locali, 8 gironi           | Lega locali, 8 gironi           | Lega locali, 8 gironi           | Lega locali, 8 gironi           | Lega locali, 8 gironi           | Lega locali, 8 gironi           | Lega locali, 8 gironi           | Lega locali, 8 gironi           | Lega locali, 8 gironi           |
| 5       | Lega locali, molti gironi         | Lega locali, molti gironi         | Lega locali, molti gironi         | Lega locali, molti gironi         | Lega locali, molti gironi         | Lega locali, molti gironi           | Lega locali, molti gironi           | Lega locali, molti gironi           | Lega locali, molti gironi           | Lega locali, molti gironi           | Lega locali, molti gironi       | Lega locali, molti gironi       | Lega locali, molti gironi       | Lega locali, molti gironi       | Lega locali, molti gironi       | Lega locali, molti gironi       | Lega locali, molti gironi       | Lega locali, molti gironi       | Lega locali, molti gironi       | Lega locali, molti gironi       |

## Calciatori Noti
Proprio nel campionato serbo hanno militato personalità calcistiche di grande rilievo, il principale di questi Dusan Vlahovic. Quest'ultimo ha esordito nella SuperLiga con il Partizan, per poi finire a giocare in grandi squadre europee come la Juventus.
Altri nomi importanti da citare sono Ljubomir Fejsa e Dragan Stojkovic.